# Straight Life
Straight Life – album saksofonisty Arta Peppera nagrany 21 września 1979 w Fantasy Studios w Berkeley (Kalifornia); wydany w 1979 przez Galaxy Records.

## O albumie
Perkusista Billy Higgins już wcześniej współpracował z Pepperem, ale z dwoma pozostałymi muzykami (a byli to: pianista Tommmy Flanagan i basista Red Mitchell) spotkał się Pepper w studio po raz pierwszy. W przypadku Mitchela było to dość dziwne, bo przecież obaj z Pepperem byli znaczącymi artystami kalifornijskiej sceny muzycznej od trzydziestu niemal lat. Spotkanie zaowocowało jednak powstaniem muzyki, która została wysoko oceniona (36 miejsce wśród płyt jazzowych na liście Billboardu w 1980, ocena w AllMusic: 5 gwiazdek). Pepper był w doskonałej formie, a płyta sygnalizowała kolejny lepszy okres w jego życiu.
Podczas sesji zarejestrowano dość skomplikowane "Make a List, Make a Wish", nowe wersje dawniejszych (jeszcze z lat 50.) kompozycji Peppera, czyli "Surf Ride" i dobrze znany tytułowy "Straight Life" oraz nowe interpretacje "September Song" i "Nature Boy."
Płyta ukazała się mniej więcej w tym samym czasie, co - identycznie zatytułowana - autobiografia Arta Peppera. W 1980 ukazał się LP wydany w Japonii. W 1990 ukazała się reedycja na CD, która zawierała jeden dodatkowy utwór. W 1996 włoska firma pod nazwą "Giants Of Jazz" wydała CD pod tytułem "Straight Life". Jest to płyta kompilacyjna, zawierająca 15 różnych nagrań Arta Peppera.

## Muzycy
- Art Pepper – saksofon altowy
- Tommy Flanagan – fortepian
- Red Mitchell – bas
- Billy Higgins – perkusja
- Kenneth Nash – cowbell, reco-reco (tylko na "Make a List, Make a Wish")

## Lista utworów
| 1. | Surf Ride (Arthur Pepper)                                       | 6:57  |
|    |                                                                 |       |
| 2. | Nature Boy (Eden Ahbez)                                         | 9:55  |
|    |                                                                 |       |
| 3. | Straight Life (Arthur Pepper)                                   | 4:09  |
|    |                                                                 |       |
| 4. | September Song (sł. Maxwell Anderson-muz. Kurt Weill)           | 11:00 |
|    |                                                                 |       |
| 5. | Make a List (Make a Wish) (Arthur Pepper)                       | 9:46  |
|    |                                                                 |       |
| 6. | Long Ago And Far Away (sł. Ira Gershwin-muz. Jerome Kern)...(*) | 6:12  |
|    |                                                                 |       |
|    |                                                                 | 47:59 |
|    |                                                                 |       |
(*) Nagranie 6 - dodatkowe w edycjach po masteringu (nie ma go na oryginalnym LP); zamieszczone w Complete Galaxy Recordings of Art Pepper

## Informacje uzupełniające
- Producent – Ed Michel
- Inżynier dźwięku – Wally Buck
- Asystent inżyniera – Dany Kopelson
- Czas trwania – 47:59
- Kierownik artystyczny – Phil Carroll
- Fotografia – Phil Bray
- Firma nagraniowa – Galaxy Records
- Remastering cyfrowy – 1990, Danny Kopelson (Fantasy Studios, Berkeley)
- Numer katalogowy – OJCCD 475-2
- Edycja z 1996 w cyklu: Original Jazz Classics